# Tangara à ventre rouge
Anisognathus igniventris
Espèce
Statut de conservation UICN

 LC  : Préoccupation mineure
Le Tangara à ventre rouge (Anisognathus igniventris) est une espèce de passereau appartenant à la famille des Thraupidae.